# Quinzième circonscription de Tokyo
La quinzième circonscription de Tokyo (東京都第15区, Tōkyō-to dai-jūgo-ku) est l'une des trente circonscriptions législatives que compte la préfecture métropolitaine de Tokyo.

## Description géographique
Depuis 1994, la quinzième circonscription de Tokyo correspond à l'arrondissement spécial de Kōtō,.

## Députés
| Législature | Début de mandat | Fin de mandat | Député élu         | Parti politique | Parti politique |
| ----------- | --------------- | ------------- | ------------------ | --------------- | --------------- |
| 41e         | 1996            | 1999          | Kōji Kakizawa (ja) |                 | PLD             |
| 41e         | 1999            | 2000          | Ben Kimura (ja)    |                 | PLD             |
| 42e         | 2000            | 2003          | Kōji Kakizawa      |                 | SE              |
| 43e         | 2003            | 2005          | Ben Kimura         |                 | PLD             |
| 44e         | 2005            | 2009          | Ben Kimura         |                 | PLD             |
| 45e         | 2009            | 2012          | Shōzō Azuma (ja)   |                 | PDJ             |
| 46e         | 2012            | 2014          | Mito Kakizawa (ja) |                 | VP              |
| 47e         | 2014            | 2017          | Mito Kakizawa (ja) |                 | Ishin           |
| 48e         | 2017            | 2021          | Tsukasa Akimoto    |                 | PLD             |
| 49e         | 2021            | 2024          | Mito Kakizawa      |                 | SE              |
| 49e         | 2024            | 2024          | Natsumi Sakai (ja) |                 | PDC             |
| 50e         | 2024            | -             | Natsumi Sakai (ja) |                 | PDC             |